# Саливан (Висконсин)
Саливан (енгл. Sullivan) град је у америчкој савезној држави Висконсин.

## Демографија
По попису из 2010. године број становника је 669, што је 19 (-2,8%) становника мање него 2000. године.
| Група             | 2000.       | 2010.       |
| Белци             | 681 (99,0%) | 649 (97,0%) |
| Афроамериканци    | 1 (0,1%)    | 2 (0,3%)    |
| Азијати           | 2 (0,3%)    | 2 (0,3%)    |
| Хиспаноамериканци | 1 (0,1%)    | 11 (1,6%)   |
| Укупно            | 688         | 669         |